# Alexander Nevskij-katedralen, Sofia
Alexander Nevskij-katedralen, (bulgariskaː Храм-паметник Свети Александър Невски/Hram-pametnik Sveti Aleksandar Nevski) eller Sankt Alexander Nevskij-katedralen, är en bulgarisk-ortodox katedral belägen i den centrala delen av staden Sofia i regionen Sofija-grad i Bulgarien.
Katedralen är helgad åt det ryska helgonet Alexander Nevskij och de ryska soldater som stupat i det rysk-turkiska kriget (1877–1878). Den tillhör det bulgarisk-ortodoxa stiftet Sofias stift.

## Historik
Den ursprungliga ritningen av katedralen gjordes av den ryske arkitekten Bogomolov och det sista av arkitekt A. Pomerantsev. Det senare projektet skiljer sig från det föregående.
Grundstenen till Alexander Nevskij-katedralen i Sofia lades den 19 februari 1882.
Katedralen stod färdig 1912, men invigdes 1924.

## Katedralen

### Kapacitet
Byggnaden rymmer över 5 000 personer.

### Mått
Katedralens exteriör är 72 m lång, 55 m bred och 50,52 m hög. Byggnadens entré har tre dörrar och ytan är 3170 kvm.

### Klockor och klocktorn
Byggnaden har 12 klockor, vars totala vikt är cirka 25 ton. Den största väger 11 758 kg, diametern 2,70 m och höjden 2,80 m. Den andra väger 6002 kg och den minsta 10 kg. Den stora klockan kan höras 30 km därifrån. De största klockorna har ikoner som föreställer bland annat Jesus Kristus, Jungfru Maria (Guds moder), helgonen Alexander Nevskij, Kyrillos och Methodios.
På klocktornets västra sida finns en mosaik föreställande Alexander Nevskij, som tillverkades av den bulgariske målaren Anton Mitov.

### Övrigt
Katedralen är uppförd i nybysantisk stil och är säte för patriarken för den bulgarisk-ortodoxa kyrkan. Den är även en av de största östortodoxa kyrkorna i världen.[källa behövs]

## Bilder

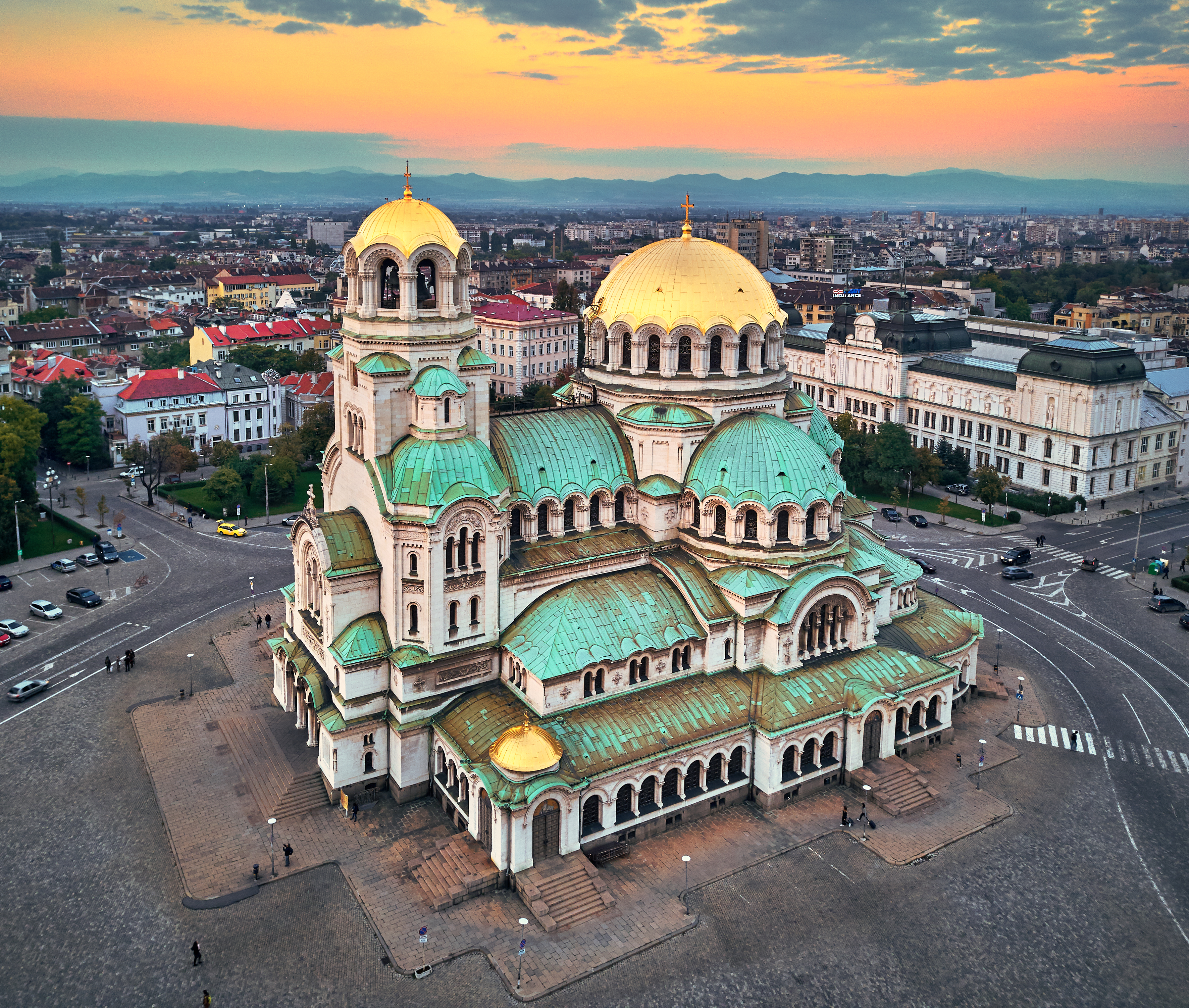
Flygfoto över katedralen.
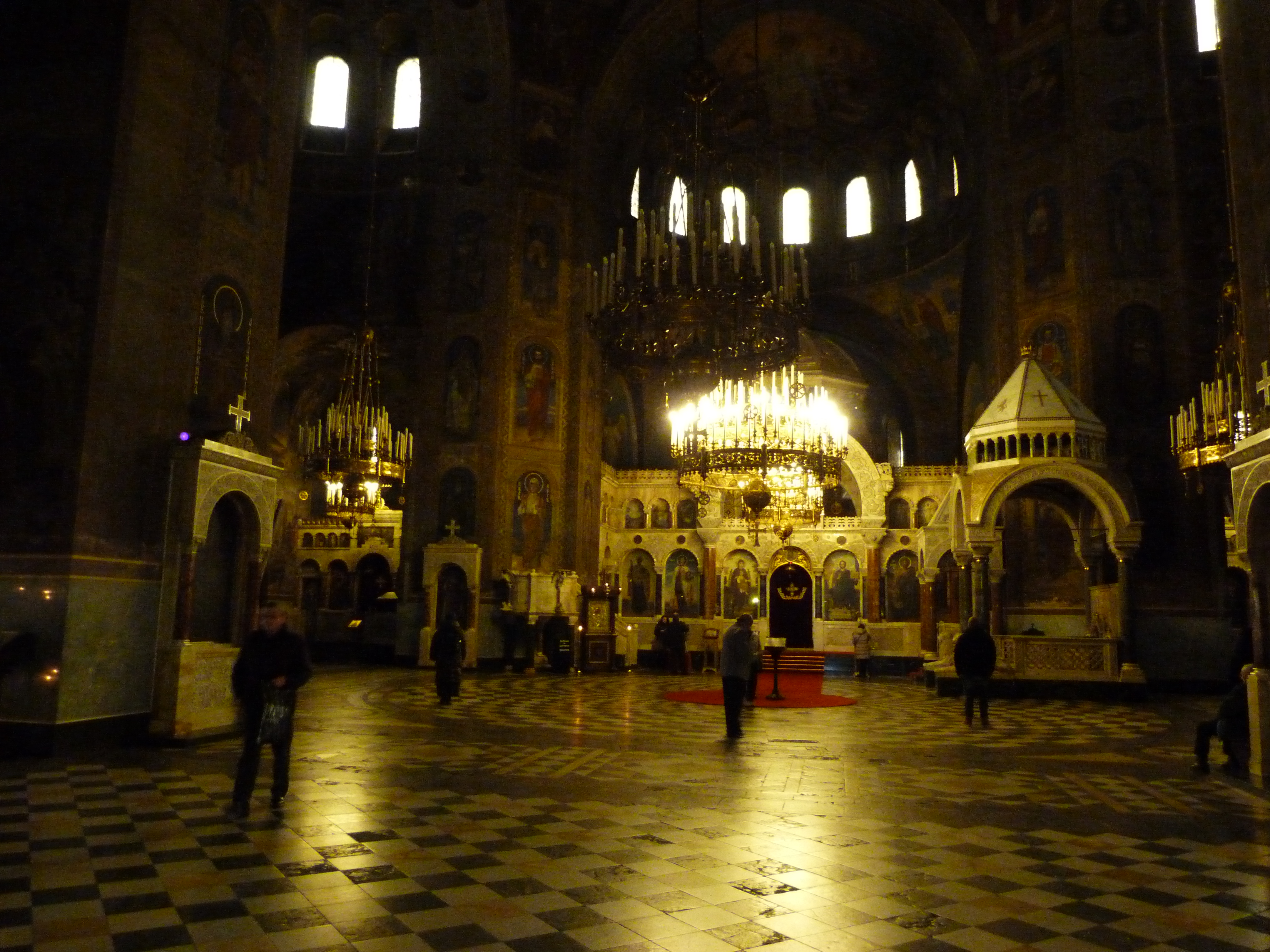
Katedralens interiör mot ikonostasen.
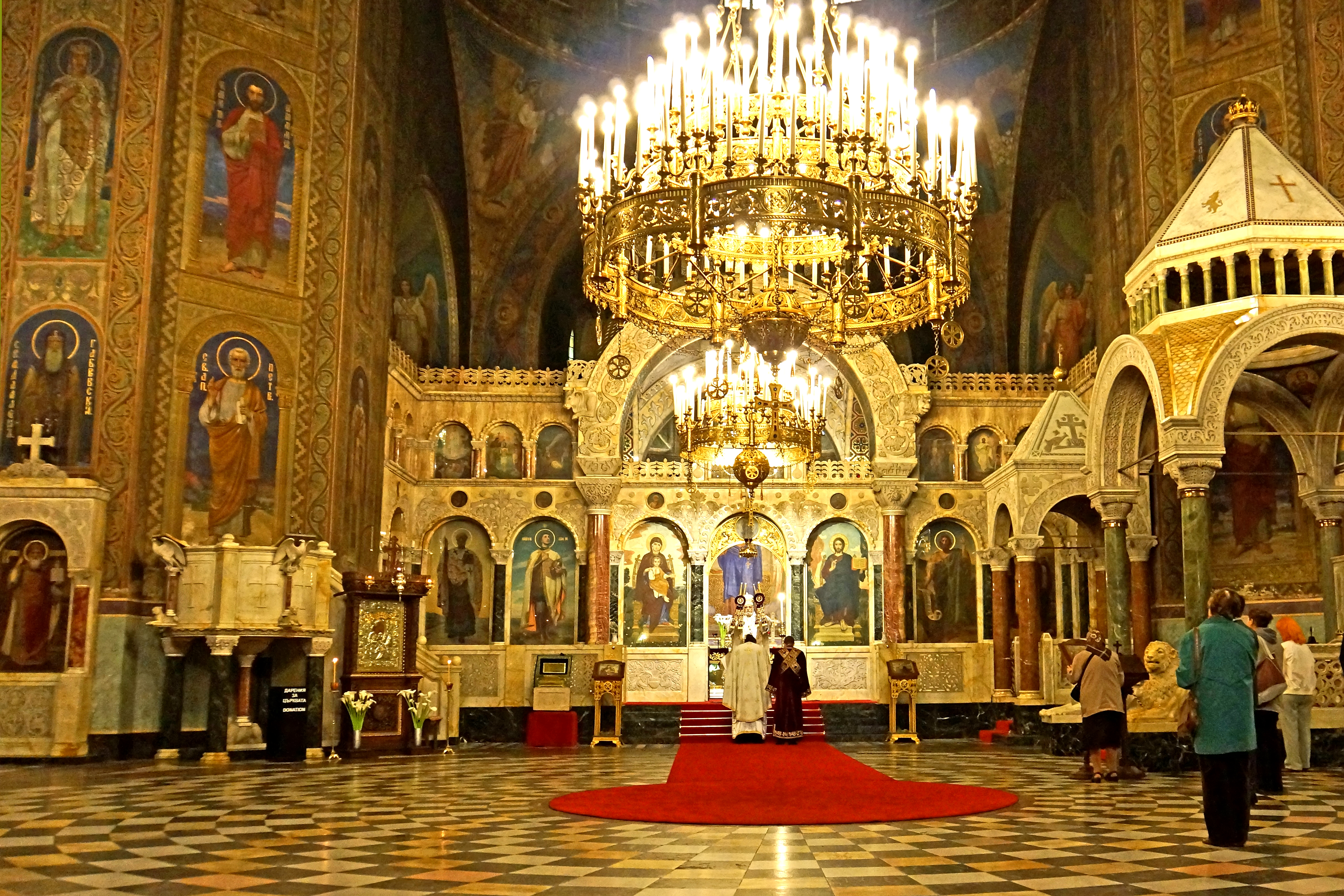
Ikonostasen.
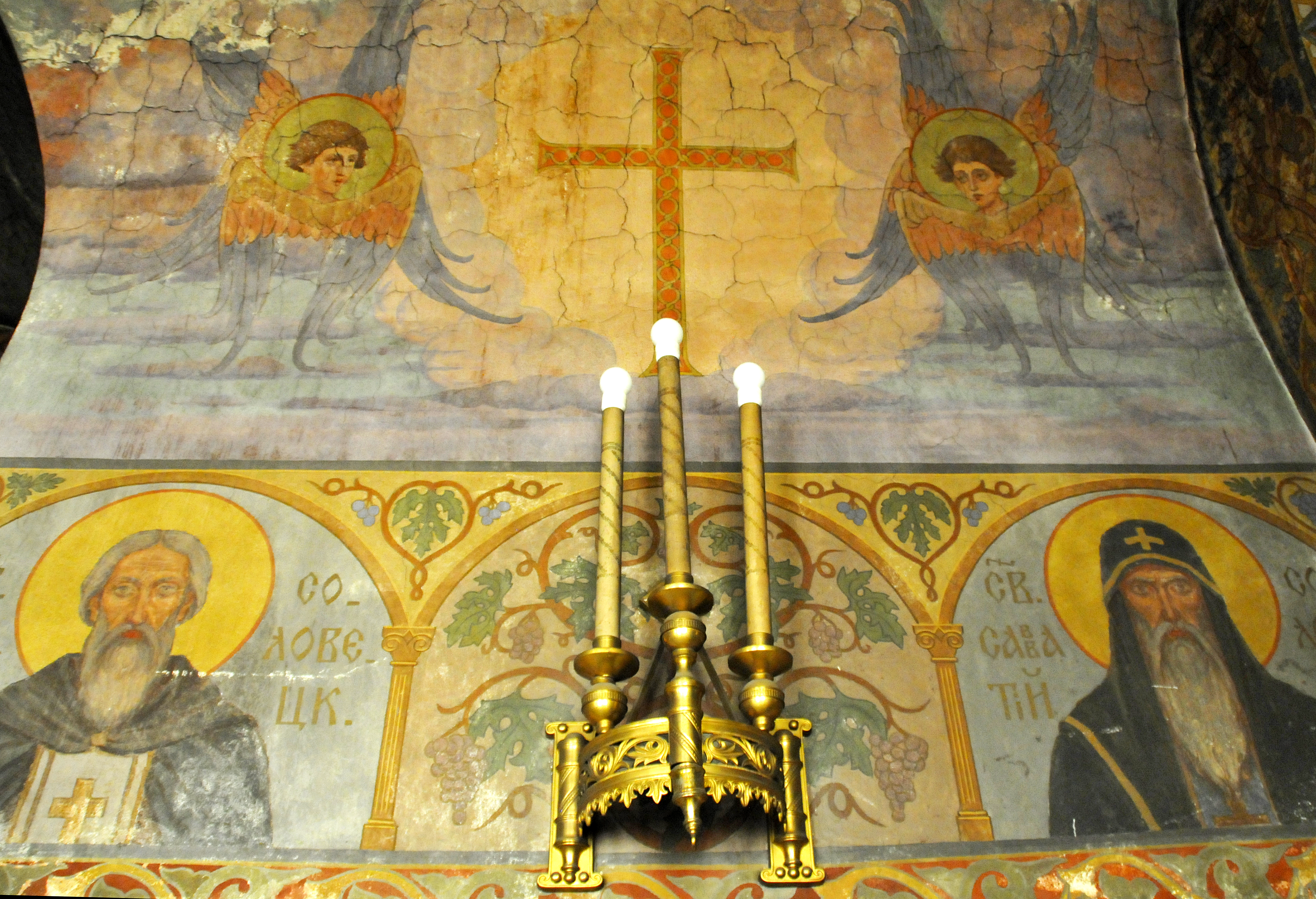
Fresk.